# Nazar (Hiszpania)
Nazar – gmina w Hiszpanii, w Nawarze, o powierzchni 9,42 km². W 2011 roku gmina liczyła 50 mieszkańców.